# 溫克爾 (伊利諾伊州塔茲韋爾縣)
溫克爾（英語：Winkel）是位於美國伊利諾伊州塔茲韋爾縣的一個非建制地區。該地的面積和人口皆未知。

## 地理
溫克爾的座標為40°20′56″N 89°37′53″W / 40.34889°N 89.63139°W，而該地的平均海拔高度為158米（即518英尺）。